# Caseodus
Caseodus (лат.) — вымерший род цельноголовых рыб отряда евгенеодонтообразных. Ископаемые остатки обнаружены в карбоне Соединённых Штатов (Иллинойс, Индиана, Канзас, Южная Дакота) и в раннем триасе Канады (Британская Колумбия). Рыба достигала средних размеров, 1-1,5 м в длину.
Евгенеодонтообразные — вымерший отряд хрящевых рыб. Их характерным признаком является наличие завитков с зубами. Наиболее известные представители — геликоприон (Helicoprion), Ornithoprion, эдестус (Edestus) и Fadenia. Caseodus — один из немногих евгенеодонтообразных, переживших массовое пермско-триасовое вымирание и один из последних представителей своей группы.

## Этимология
Родовое название дано в честь палеоихтиолога Джерарда Кейса.